# Tibicina
Genre
Tibicina est un genre d'insectes de la famille des Cigales, les Cicadidae. Ce genre comprend seize espèces vivantes et deux espèces éteintes.

## Liste des espèces et sous-espèces
- Tibicina casyapae
- Tibicina cisticola
- Tibicina corsica
  - Tibicina corsica fairmairei[1]
- Tibicina fieberi
- Tibicina garricola
- †Tibicina gigantea
- Tibicina haematodes
  - Tibicina haematodes helvola
- Tibicina insidiosa
- Tibicina intermedia
- Tibicina maldesi
- Tibicina nigronervosa
- Tibicina picta
- Tibicina pieris
- Tibicina quadrisignata
- Tibicina reticulata
- †Tibicina sakalai
- Tibicina serhadensis
- Tibicina steveni[2]